# ギラギラ (吉川晃司の曲)
「ギラギラ」は、吉川晃司が1999年7月7日にリリースした28枚目のシングル。

## 収録曲
1. ギラギラ
  - 作詞：松井五郎・吉川晃司／作曲・編曲：吉川晃司
2. 夏色の恋に着換えて
  - 作詞・作曲・編曲：吉川晃司
3. ギラギラ（オリジナル・カラオケ）
4. 夏色の恋に着換えて（オリジナル・カラオケ）

## タイアップ
| 楽曲               | タイアップ                                                    | 出典 |
| ------------------ | ------------------------------------------------------------- | ---- |
| ギラギラ           | TBS系『世界・ふしぎ発見!』エンディングテーマ                  |      |
| 夏色の恋に着換えて | TBS系テレビアニメ「ワンダフル」内アニメ『パパと踊ろう』主題歌 |      |

## 楽曲の収録アルバム
- ギラギラ
  - HOT ROD（1999年）
  - SINGLES+（2014年）
- 夏色の恋に着換えて
  - B-SIDE+（2014年）